# Odysseus Eskitzoglou
Odysseus Eskitzoglou (in greco Οδυσσεύς Εσκιτζόγλου?; Il Pireo, 3 maggio 1932 – Il Pireo, 26 agosto 2018) è stato un velista greco.

## Biografia
Fu vincitore della medaglia d'oro ai Giochi olimpici di Roma 1960 nella classe Dragone a bordo dell'imbarcazione chiamata Nirefs insieme a Costantino II di Grecia e  Geōrgios Zaimīs
Successivamente, nella stessa classe, partecipò anche a Tokyo 1964 e Città del Messico 1968 classificandosi ottavo e quindicesimo.
In carriera si laureò cinque volte campione nazionale ed una volta campione europeo.

## Palmarès
- Giochi olimpici

Roma 1960: oro nella classe Dragone.